# أناستازيا ندوبيها
أناستازيا ندوبيها (الأوكرانية: Анастасія Володимирівна Недобіга ، من مواليد 20 أبريل 1994 ، في لوهانسك) غطاسة أوكرانية، احتلت المركز الثامن عشر في حدث انطلاق سباق 3 أمتار للألعاب الأولمبية لعام 2016. فازت بأول ميدالية لها في بطولة الغطس الأوروبية 2017 في كييف.

## روابط خارجية
- أناستازيا ندوبيها على موقع الاتحاد الدولي للسباحة (الإنجليزية)
- أناستازيا ندوبيها على موقع قاعدة بيانات الغوص IAT (الألمانية)
- أناستازيا ندوبيها على موقع أوليمبيديا (الإنجليزية)